# Batrisus
Batrisus  (лат.) — род мирмекофильных жуков ощупников из семейства
стафилинид.
В Палеарктике 4 вида, в бывшем СССР — 2, на Дальнем Востоке — 1. Относительно крупные представители ощупников (длина тела 3—4 мм). На переднеспинке три базальные ямки, соединённые поперечными бороздками.

## Список видов
- Batrisus antennatus Motschulsky, 1845
- Batrisus erivanus Motschulsky, 1845
- Batrisus formicarius Aubé, 1833
- Batrisus longulus Motschulsky, 1845
- Batrisus ormayi
- Batrisus sibiricus Sharp, 1874
- Batrisus tauricus Motschulsky, 1845
- Batrisus taurus